# Erősd
Erősd (románul: Ariușd) falu Romániában, Erdélyben, Kovászna megyében. Közigazgatásilag Előpatak községhez tartozik.

## Fekvése
A Brassói-medencében, Sepsiszentgyörgytől 21 km-re délnyugatra, az Olt folyó jobb partján elterülő síkságon fekszik.

## Története
Területe ősidők óta lakott. A falu területén a Tyiszk-hegyen virágzó őskori erődített település volt, az erősdi kultúra néven ismert festett kerámiás műveltség névadója. A falutól negyedórányira az Olt és a Várpatak által körülölelt Csókás nevű hegycsúcson egykor vár állott, melynek azonban csak sáncai látszanak. A közeli Veczertetőn egykori erődre utaló leleteket és sáncnyomokat találtak. A falut 1520-ban Erewsd néven említik. Református temploma a 17. században épült. A települést 1876-ban csatolták Felsőfehér vármegyétől Háromszékhez. 1910-ben 480 román és magyar lakosa volt. A trianoni békeszerződésig Háromszék vármegye Miklósvári járásához tartozott.

## Népesség
1992-ben 498 lakosából 315 fő román, 172 magyar, 10 cigány, 1 német volt.
A 2002-es népszámláláskor 514 lakosa közül 216 fő (42,0%) román, 152 (29,6%) magyar, 145 (28,2%) cigány és 1 (0,2%) német volt.

## Nevezetességek
- Csókás-Veczer természetvédelmi terület